# グルノーブル美術館
グルノーブル美術館（グルノーブルびじゅつかん、仏: Musée de Grenoble）は、フランスのグルノーブルにある美術館である。イゼール川沿いに位置する。

## 沿革
グルノーブル美術館は1798年に設立された。1920年の時点で、フランスにおいて近代美術の収集で知られる美術館であった。これはニューヨーク近代美術館等が開館するより前であり、世界的に見ても近代美術の分野で先駆けとなる美術館であったことがわかる。

## コレクション
イタリア・ルネサンスから現代に至る代表的な画家のコレクションを所蔵している。18世紀までのヨーロッパ芸術の中にはジョルジョ・ヴァザーリ、ジョルジュ・ド・ラ・トゥール、フィリップ・ド・シャンパーニュ、パオロ・ヴェロネーゼ、フランシスコ・デ・スルバラン、ピーテル・パウル・ルーベンス、ダフィット・テニールス (子)、アレクサンドル＝フランソワ・デポルト、カナレット等が含まれる。
近代美術やモダン・アートのコレクションの中にはカミーユ・ピサロ、テオドール・ジェリコー、ギュスターヴ・ドレ、ポール・ゴーギャン、ワシリー・カンディンスキー、フェルナン・レジェ、パウル・クレー、アンリ・マチス、ピエール・ボナール、パブロ・ピカソ、ジョルジュ・ブラック、シャイム・スーティン、ルネ・マグリット等がある。
彫刻の庭にはアレクサンダー・カルダー、オシップ・ザッキン、マルタ・パン等の作品が展示されている。

## ギャラリー

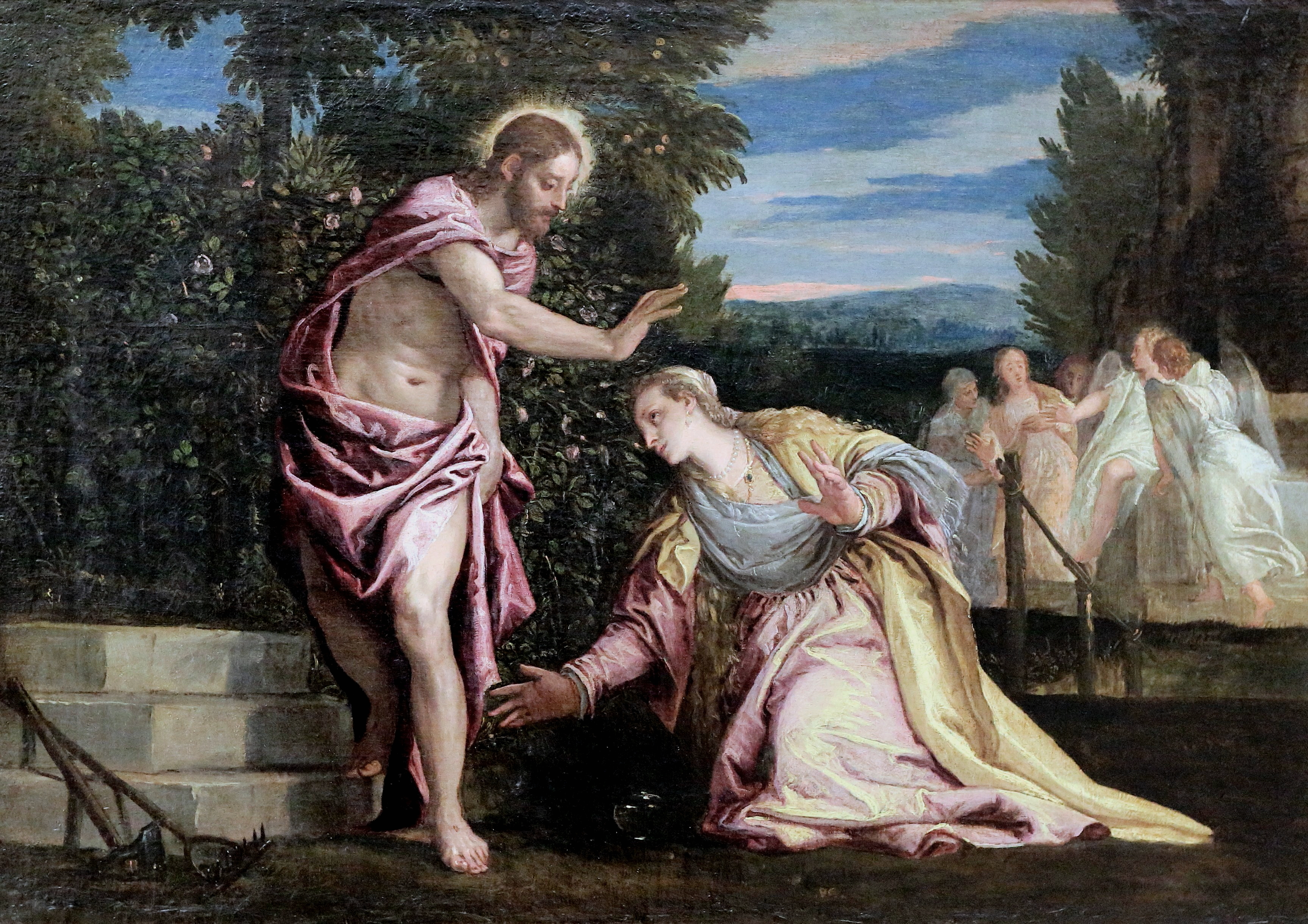
パオロ・ヴェロネーゼ『ノリ・メ・タンゲレ』(1576年-1588年頃)
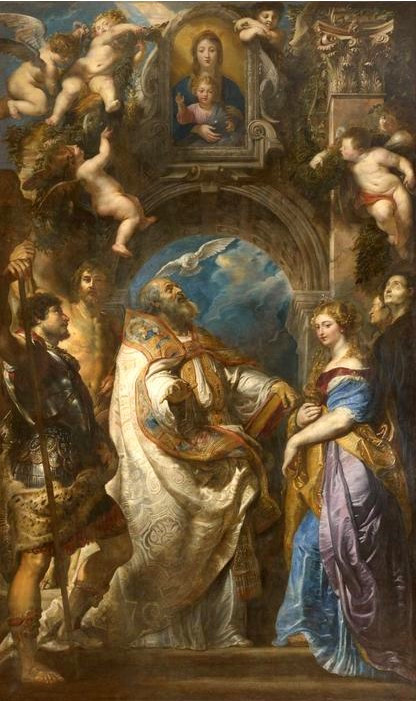
ピーテル・パウル・ルーベンス『聖母子の画像を崇める聖グレゴリウスと諸聖人』(1606年-1607年)
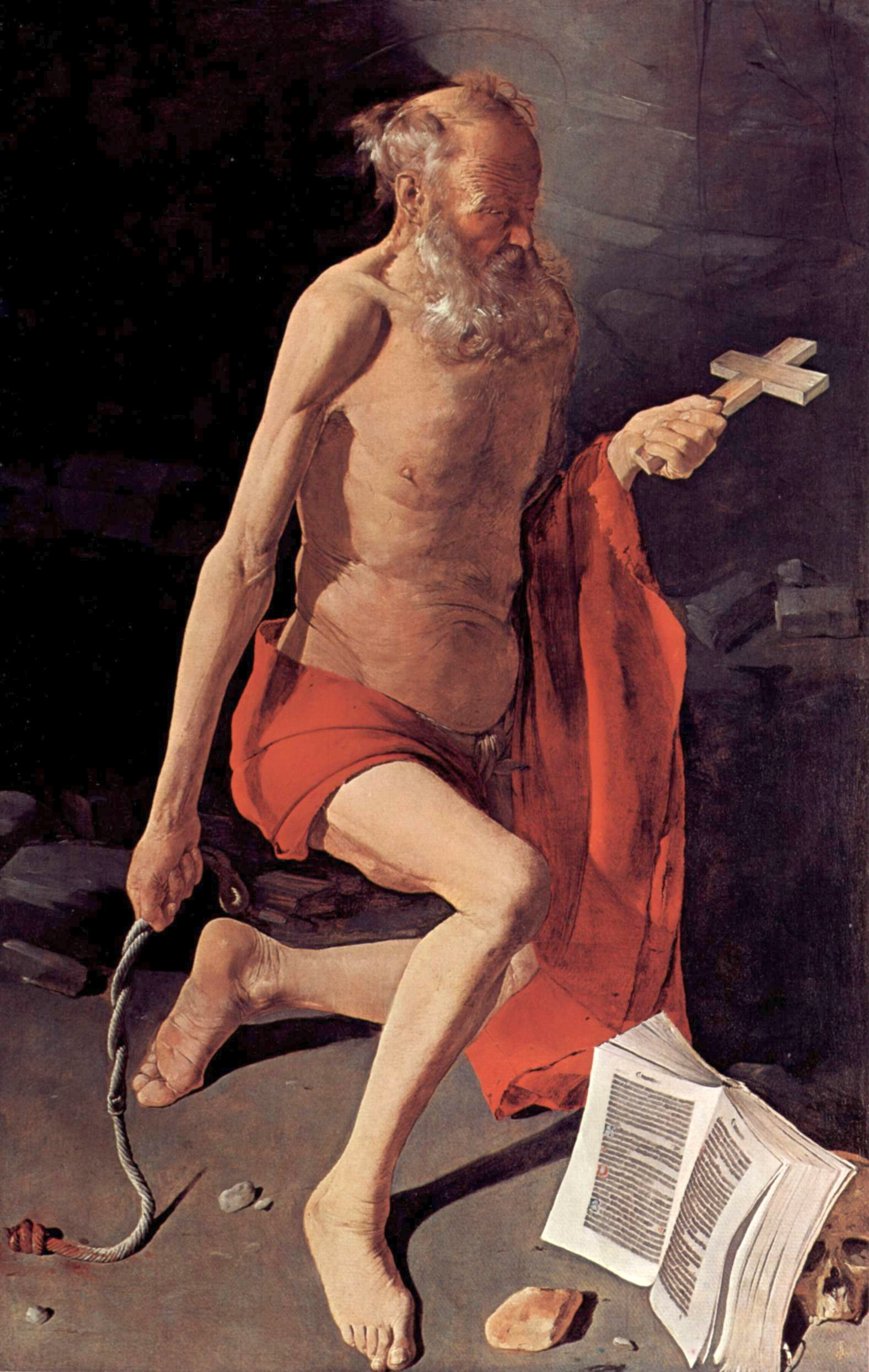
ジョルジュ・ド・ラ・トゥール『悔悛する聖ヒエロニムス』(1624年-1650年頃)
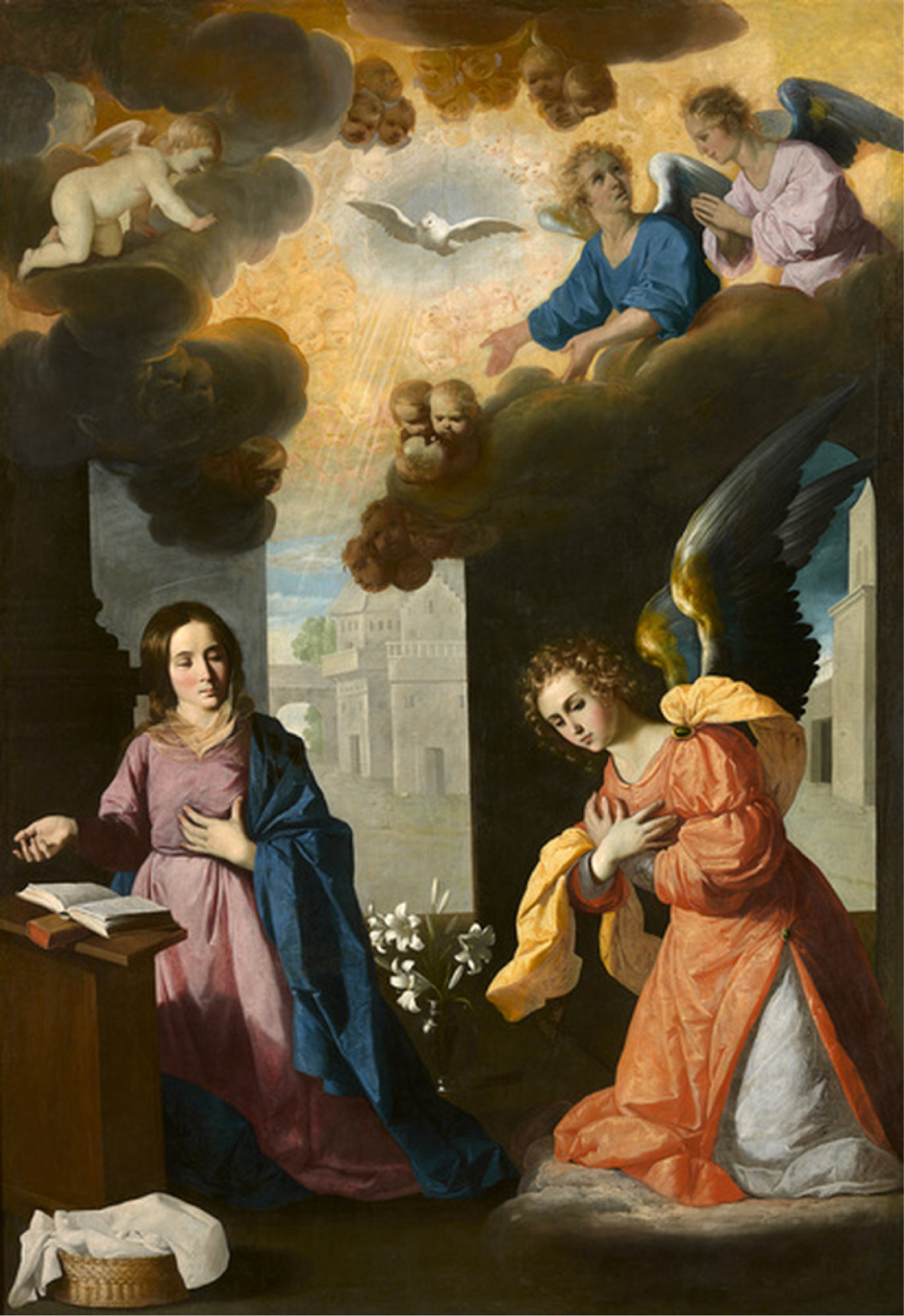
フランシスコ・デ・スルバラン『受胎告知』(1638年と1639年の間)
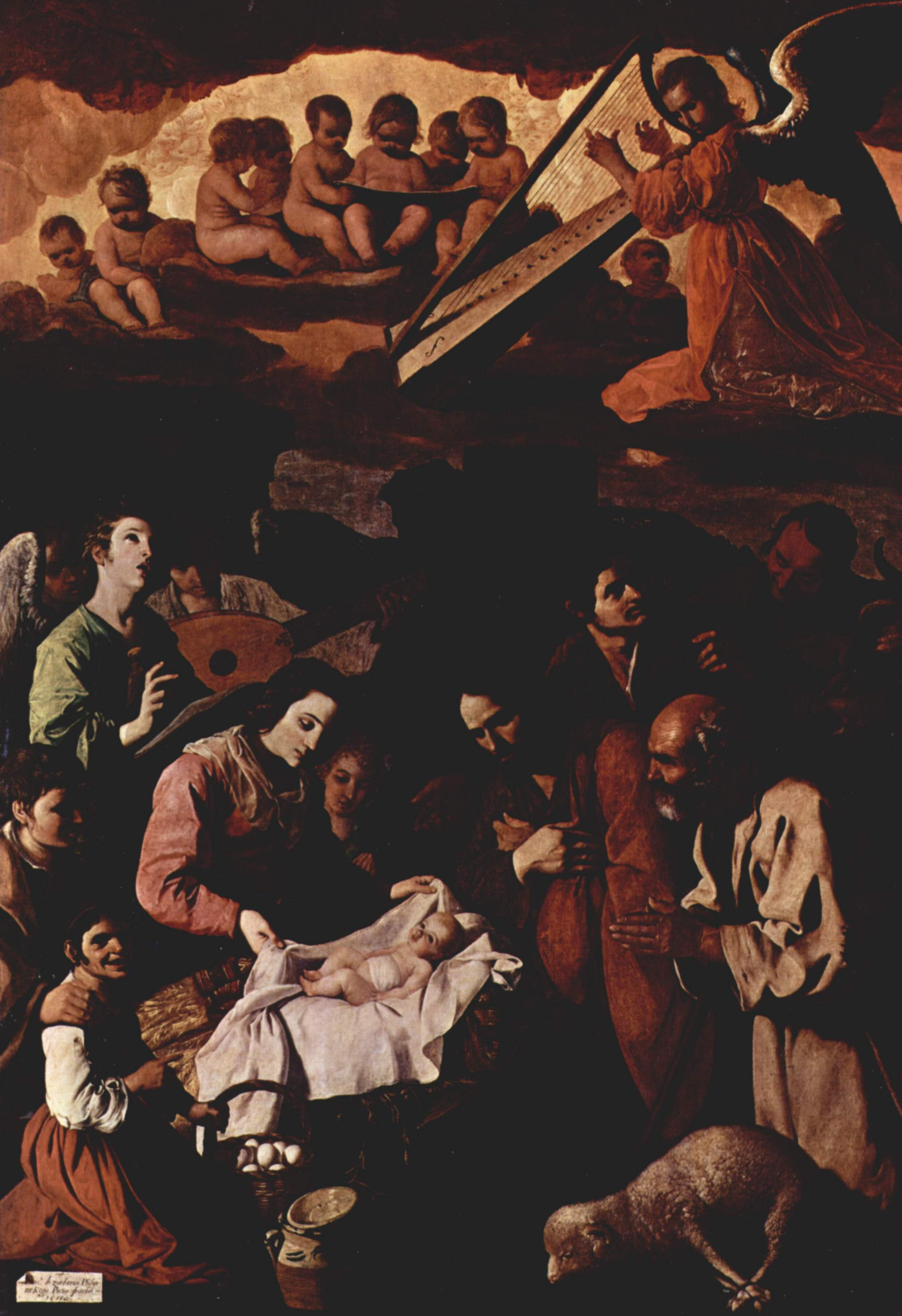
フランシスコ・デ・スルバラン『羊飼いの礼拝』(1638年)
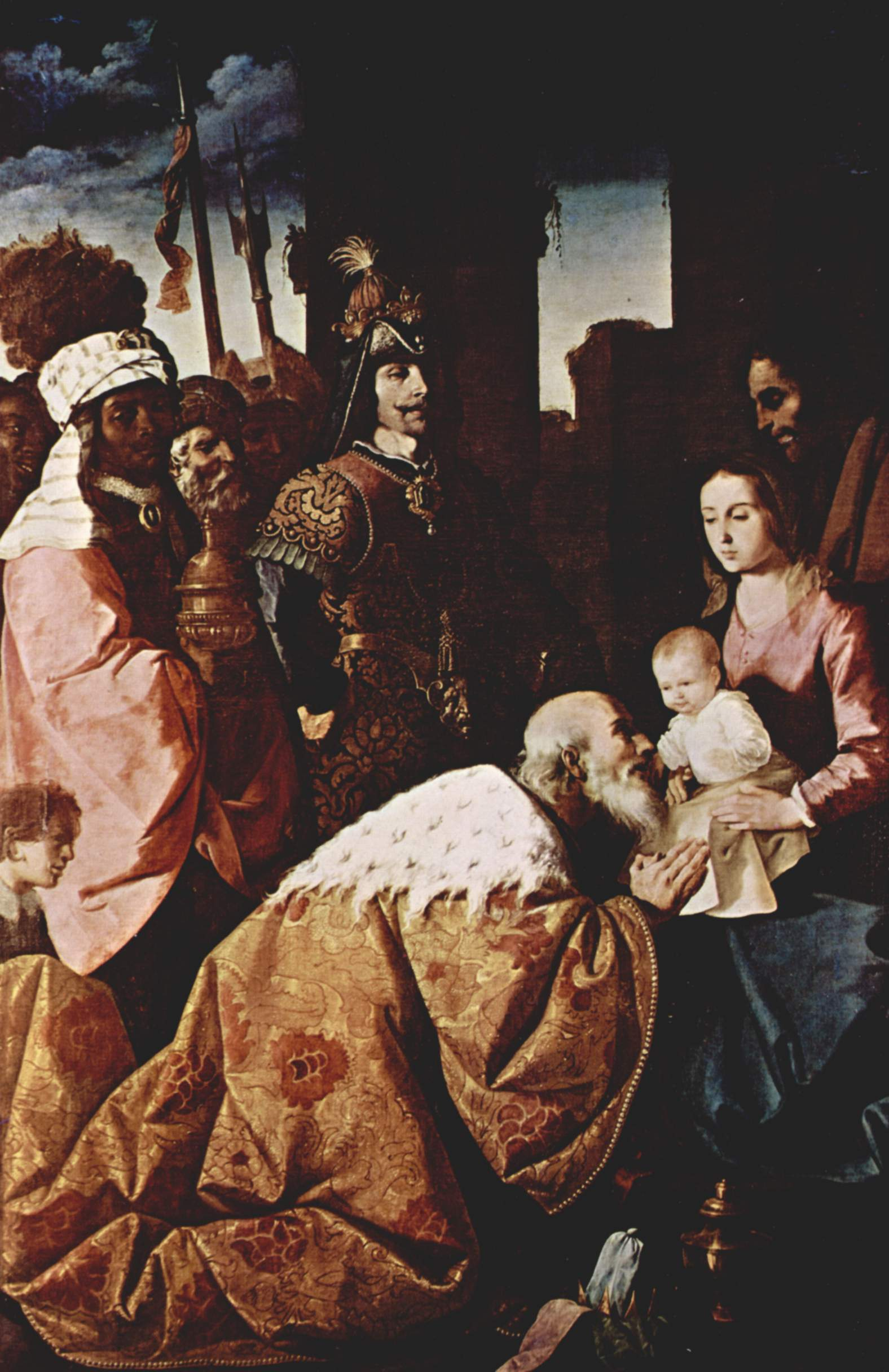
フランシスコ・デ・スルバラン『東方三博士の礼拝』(1638年)
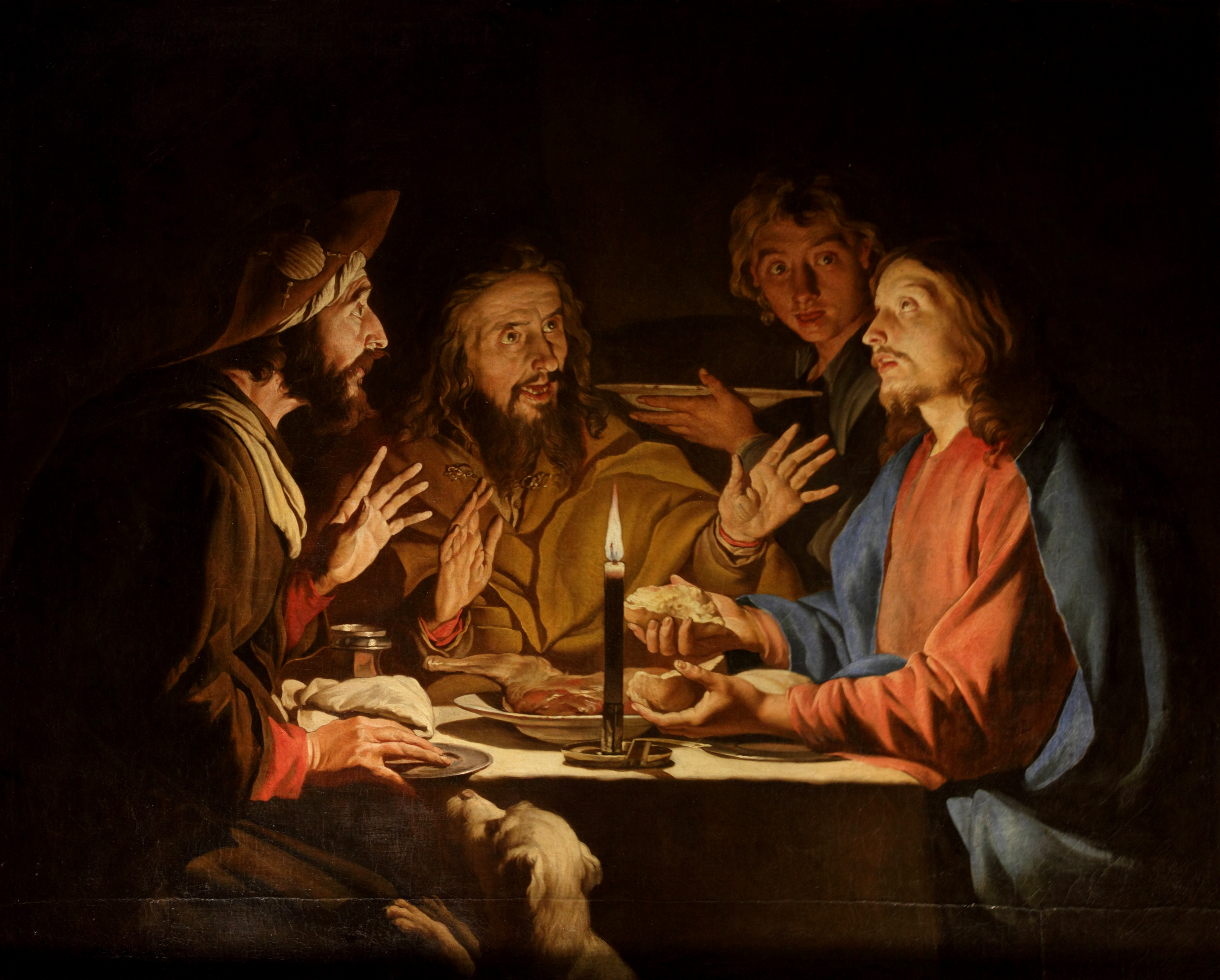
マティアス・ストーム『エマオの晩餐』(1620-1640年)
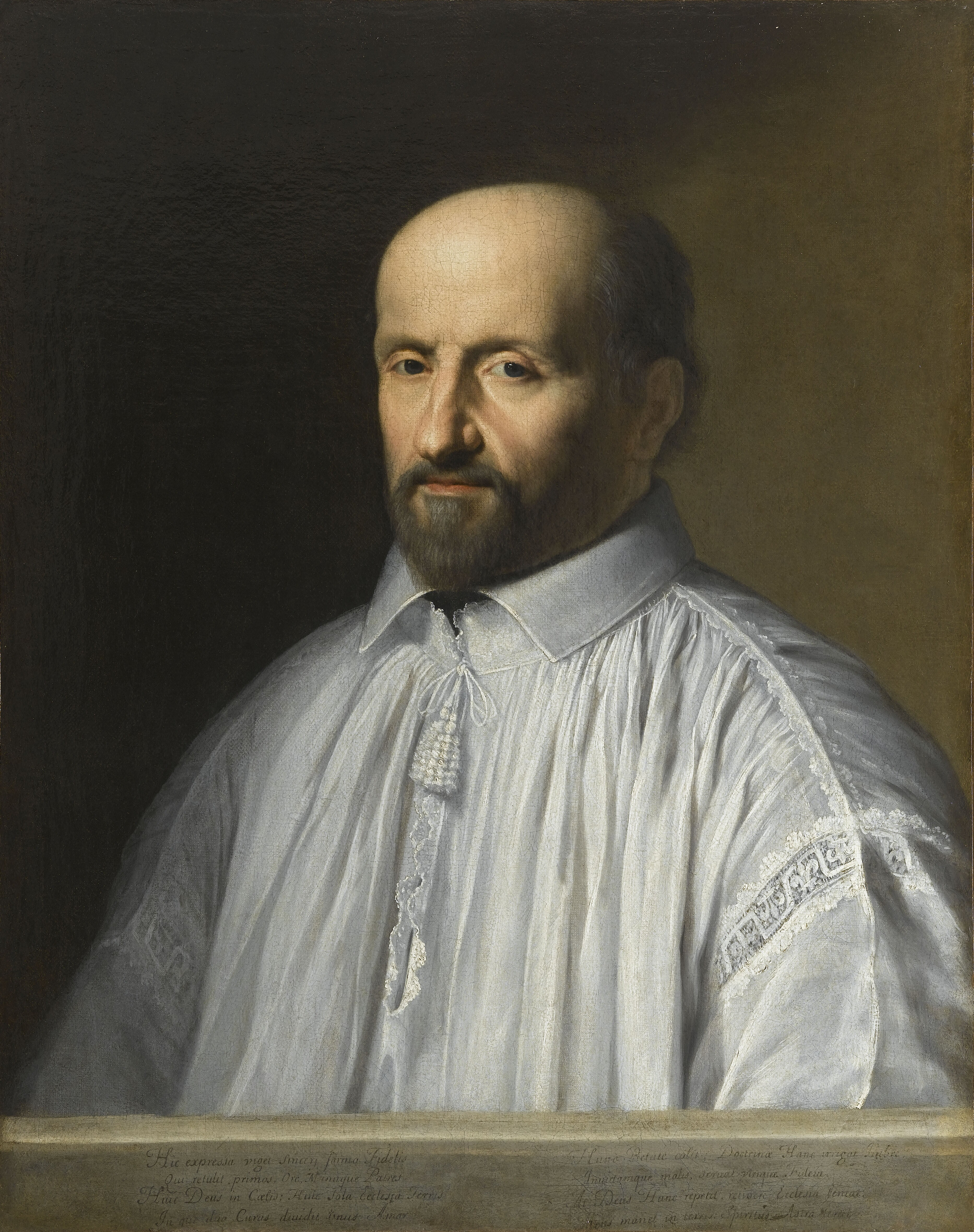
フィリップ・ド・シャンパーニュ『Jean Duvergier de Hauranne』(1600年代)
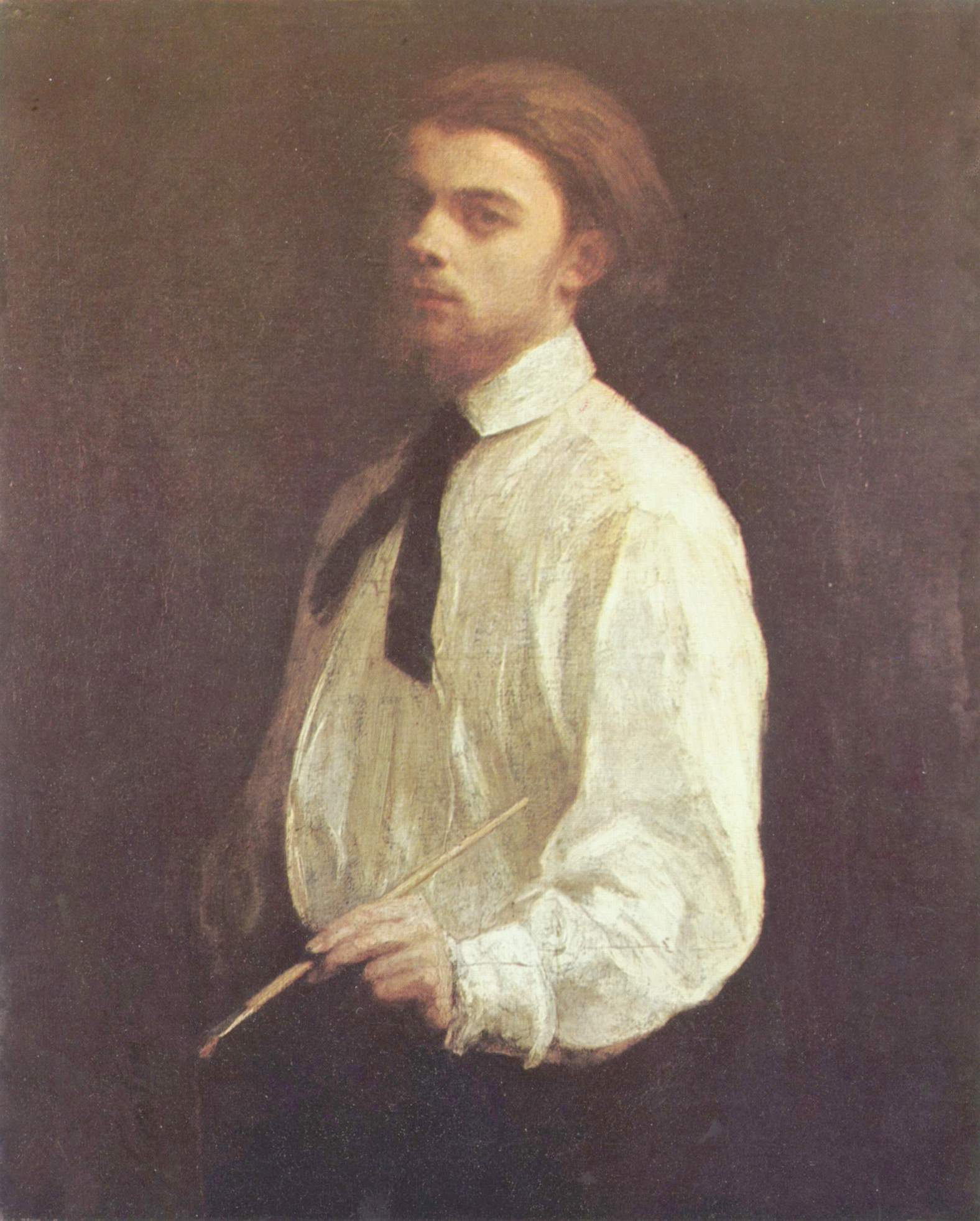
アンリ・ファンタン＝ラトゥール『自画像』 (1859年)
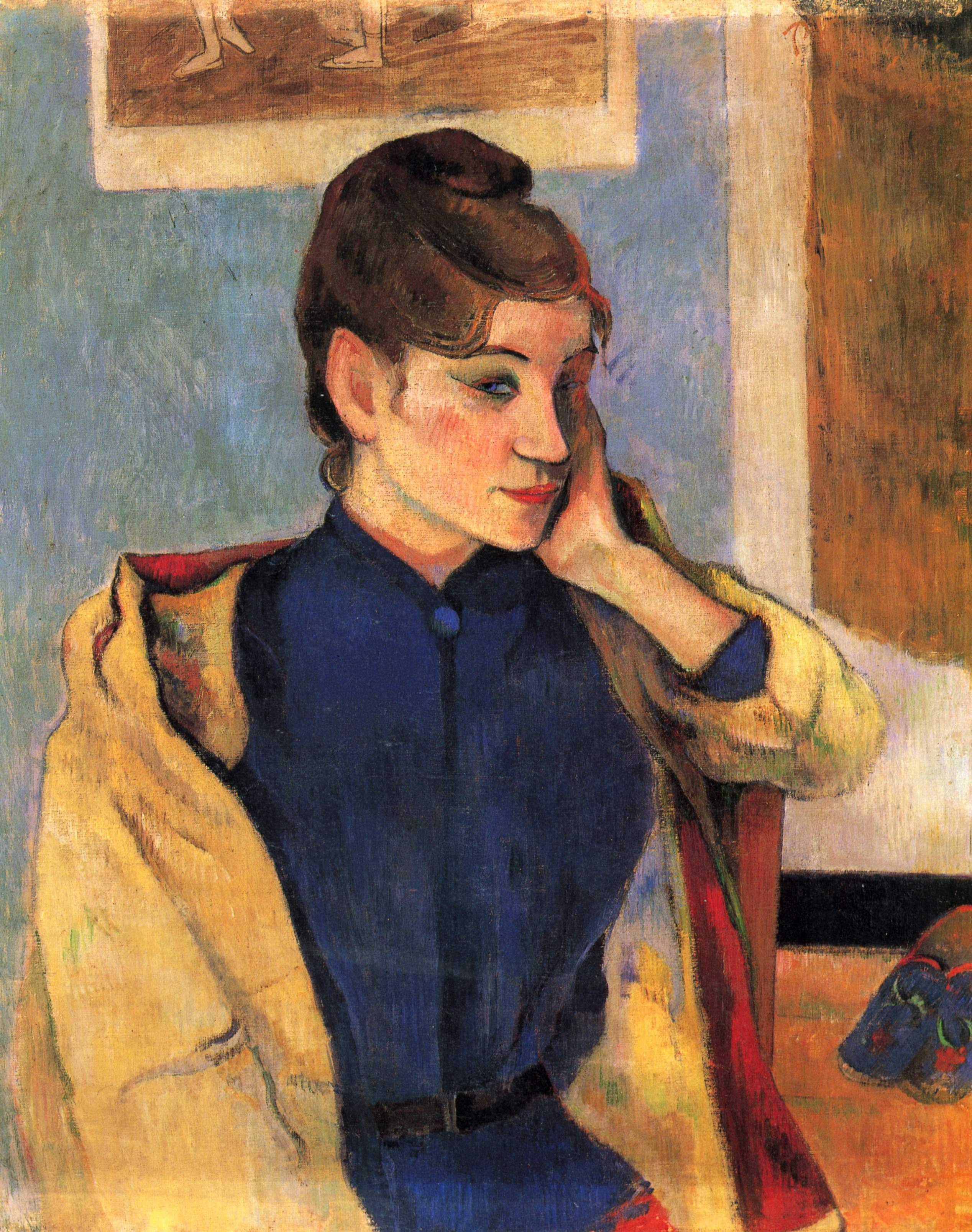
ポール・ゴーギャン『Portrait de Madeleine Bernard』(1888年)
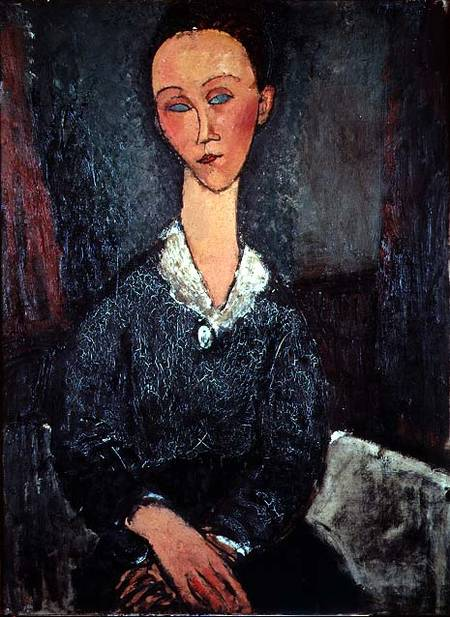
アメデオ・モディリアーニ『Portrait de femme au col blanc』(1917年)